# Bergwegziekenhuis

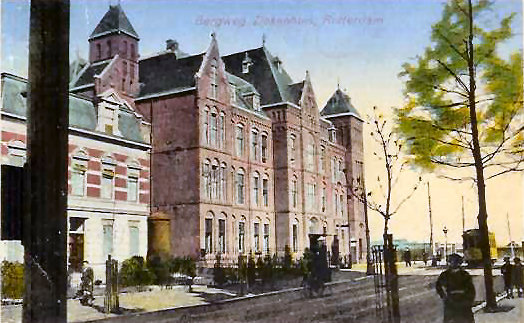
Bergwegziekenhuis rond 1910

Het Bergwegziekenhuis lag aan de rand van de wijk Liskwartier in Rotterdam en werd in 1908 gesticht als aanvulling op het inmiddels te kleine Coolsingelziekenhuis als gevolg van de snelle bevolkingsgroei van Rotterdam na 1850.
Door een fusie met het Eudokia ziekenhuis ontstond het IJsselland Ziekenhuis dat werd gebouwd in Capelle aan den IJssel. Aan het eind van de 20e eeuw werd het Bergwegziekenhuis afgebroken en vervangen door sociale woningbouw.
Er zijn vele verhalen te vinden op het internet over het Bergwegziekenhuis. Onder andere werd hier in 1940 de Duitse bevelvoerder van de luchtlandingstroepen Kurt Student geopereerd, nadat hij, kort na de capitulatie, ernstig aan het hoofd gewond was geraakt door een Duitse kogel.